# Tonga
Tonga (/ˈtɒŋə/ hoặc /ˈtɒŋɡə/; tiếng Tonga: [ˈtoŋa] Puleʻanga Fakatuʻi ʻo Tonga), tên chính thức là Vương quốc Tonga, (tiếng Tonga nghĩa là "phương nam") là một quần đảo độc lập ở phía nam Thái Bình Dương. Nó nằm vào khoảng một phần ba từ New Zealand đến Hawaii, phía nam của Samoa và phía đông của Fiji.

## Tên gọi
Trong nhiều ngôn ngữ Polynesia, Tonga có nghĩa là nam, ám chỉ nhóm đảo cực nam của quần đảo trung tâm Polynesia, tên gọi này được phát âm làˈtoŋa, còn cách phát âm phổ biến trong tiếng Anh Mỹ /ˈtɒŋɡə/ là sai. Tên gọi Tonga có cùng nguồn gốc với khu vực Kona của đảo Hawaii.
Quần đảo này còn được biết đến với biệt danh "Quần đảo thân thiện", do thuyền trưởng Cook đặt vì sự đón tiếp nồng hậu mà ông nhận được nơi đây. Ông đặt chân đến nơi này vào thời điểm của lễ hội ʻinasi, lúc người dân dâng cúng những trái cây đầu mùa cho các vua Tuʻi Tonga.

## Lịch sử

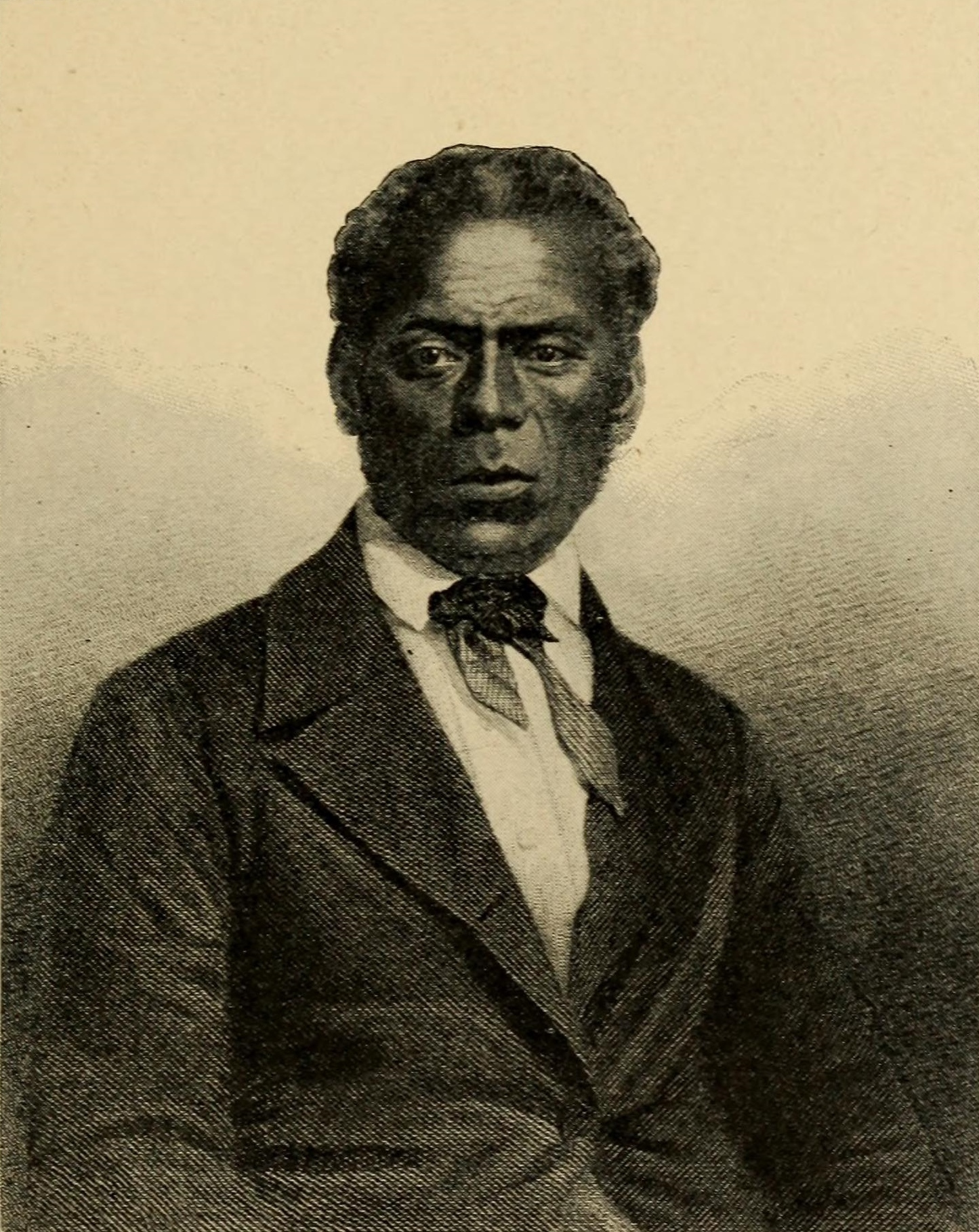
Tāufaʻāhau tức Quốc vương George Tupou II, vua của Vương quốc Tonga (1845–1893).

Những chứng tích khảo cổ học cho thấy các đảo thuộc Tonga ngày nay đã có cư dân sinh sống vào khoảng năm 900 TCN. Các nhà hàng hải Hà Lan phát hiện nhóm đảo phía Bắc năm 1616 và các đảo còn lại năm 1643. Thuyền trưởng James Cook đến nhóm đảo này năm 1773 và 1777, đặt tên là Nhóm đảo Hữu nghị (Friendly Islands). Các nhà truyền giáo người Anh đến đây năm 1797 và đã giúp cho ảnh hưởng chính trị của người Anh vững mạnh thêm. Các cuộc nội chiến trong nửa đầu thế kỷ XIX kết thúc bằng việc lên ngôi của Quốc vương George Tupou I (1845-1893), người đã thống nhất vương quốc đưa ra hiến pháp (1862) và hệ thống quản lý hành chính.
Chế độ bảo hộ được thiết lập sau khi Anh và Quốc vương George Tupou II (1893-1918) ký hiệp ước hữu nghị năm 1900, theo đó Tonga vẫn duy trì quyền tự trị và Chính phủ Anh chịu trách nhiệm về vấn đề quốc phòng và đối ngoại.
Hiệp ước năm 1968 giảm bớt quyền kiểm soát của Anh tại nhóm đảo này. Tonga trở thành vương quốc độc lập và là nước thành viên thuộc Khối Liên hiệp Anh năm 1970. Quốc vương là nguyên thủ quốc gia đồng thời kiêm luôn việc chi phối cơ quan lập pháp, trong đó gồm Nội các của Quốc vương do Thủ tướng đứng đầu với 9 thành viên thuộc giới quý tộc và 9 thành viên thuộc giới bình dân. Quốc vương hiện nay là Taufa'ahau Tupou IV (1965), con trai của Nữ hoàng Tupou III (1918-1965). Từ cuối thập niên 80, người dân Tonga đưa ra những yêu sách đòi cải cách dân chủ, nhưng nhà vua dứt khoát phản đối bất kì thay đổi nào làm giảm bớt quyền lực quân chủ. Tonga gia nhập Liên Hợp Quốc năm 1999.

## Địa lý
Tonga là quốc gia thuộc quần đảo Polynesia, gồm khoảng 170 đảo san hô và núi lửa, được chia làm 3 nhóm: Tongatapu ở phía Nam, Vavau ở phía Bắc và Haapai ở trung tâm, trong đó chỉ có khoảng 36 đảo có dân cư sinh sống. Phần lớn các đảo này có các núi lửa còn hoạt động, số còn lại là các đảo san hô.

## Khí hậu
Tonga có khí hậu nhiệt đới với hai mùa mưa và mùa khô, mùa mưa chủ yếu giữa tháng 2 đến tháng 4.

## Chính trị

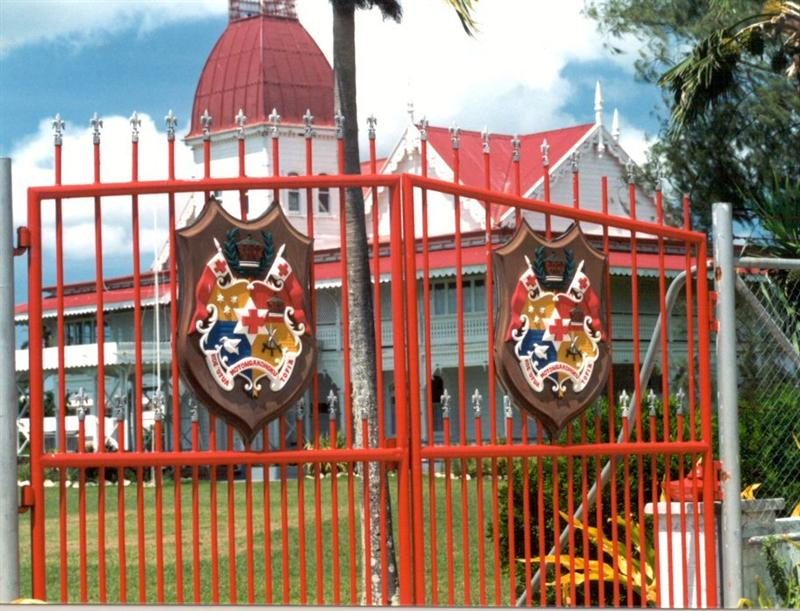
Cung điện Hoàng gia Tonga.

Chính trị của Tonga diễn ra trong khuôn khổ của một chế độ quân chủ lập hiến, trong đó nhà vua là người đứng đầu Nhà nước và là tổng tư lệnh các lực lượng vũ trang của Vương quốc Tonga. Thủ tướng Tonga hiện đang được chỉ định bởi nhà vua là một trong số các thành viên của Quốc hội Tonga sau khi đã được sự ủng hộ của đa số thành viên khác. Quyền hành pháp được trao cho nội các gồm các Bộ trưởng. Quyền lập pháp nằm trong nhà vua và Quốc hội, và quyền tư pháp được trao cho tòa án tối cao.

## Kinh tế
Kinh tế Tonga chủ yếu dựa vào trồng trọt cây lương thực, du lịch và xuất khẩu các nông sản nhiệt đới (dừa, dưa hấu, vani). Quốc gia này còn phụ thuộc nhiều vào sự giúp đỡ của nước ngoài cũng như lượng ngoại tệ do công nhân gửi về. Hiện nay chính phủ chú trọng đến việc phát triển các khu vực tư nhân và khuyến khích đầu tư.
Lĩnh vực sản xuất bao gồm các ngành thủ công mỹ nghệ và một số ngành công nghiệp quy mô nhỏ khác chỉ đóng góp khoảng 3% GDP. Hoạt động kinh doanh thương mại của người dân không phát triển mạnh và ở một mức độ lớn được chi phối bởi các công ty thương mại lớn nằm ở các quốc gia khác trên khắp Nam Thái Bình Dương. Vào tháng 9 năm 1974, lần đầu tiên ngân hàng kinh doanh thương mại của đất nước, Ngân hàng quốc Tonga được thành lập.
Tonga hiện đang thực hiện kế hoạch phát triển mạnh khu vực kinh tế tư nhân, nâng cấp sản xuất nông nghiệp, làm sống lại các ngành công nghiệp gia vị như sản xuất vani, phát triển du lịch, cải thiện thông tin liên lạc của hòn đảo và hệ thống giao thông vận tải. Có một lĩnh vực xây dựng nhỏ nhưng đang phát triển để đáp ứng với dòng chảy của các khoản tiền viện trợ và kiều hối từ nước ngoài gởi về.
Ngành công nghiệp du lịch tương đối kém phát triển, tuy nhiên, chính phủ thừa nhận rằng du lịch có thể đóng một vai trò quan trọng trong phát triển kinh tế, và những nỗ lực đang được thực hiện để tăng nguồn thu GDP từ ngành kinh tế này.
Năm 2005, nước này đủ điều kiện để trở thành thành viên của Tổ chức Thương mại Thế giới. Sau khi một sự chậm trễ ban đầu, Tonga đã trở thành một thành viên đầy đủ của WTO vào ngày 27 tháng 7 năm 2007.

## Hành chính
Tonga được chia thành năm đơn vị hành chính: ʻEua, Haʻapai, Niuas, Tongatapu, và Vavaʻu.

## Giáo dục - Y tế
Giáo dục ở Tonga là bắt buộc và được miễn phí 8 năm (từ 6-14 tuổi). Tỉ lệ học sinh đến trường cao, khoảng gần 70% số học sinh trung học do các trường tôn giáo tư tài trợ. Tonga có một chi nhánh thuộc trường Đại học Nam Thái Bình Dương và Đại học Atenisi.
Chính phủ Tonga cung cấp dịch vụ chăm sóc sức khỏe miễn phí cho mọi người dân. Nhờ công tác bảo vệ môi trường tốt nên Tonga ít có dịch bệnh. Mỗi nhóm đảo đều có một bệnh viện. Phần lớn các bác sĩ được đào tạo ở nước ngoài. Y học dân tộc bản địa rất được coi trọng.

## Nhân khẩu
Hơn 70% dân số của Vương quốc Tonga sống trên đảo chính và đông dân nhất là đảo Tongatapu.
Theo cổng thông tin của chính phủ Tonga, người Tonga, người gốc Polynesia và người có nguồn gốc Melanesia, là nhóm sắc tộc chiếm hơn 98% dân số. Các nhóm dân tộc khác chiếm 1,5% bao gồm người châu Âu (phần lớn là người Anh), người Tonga bản địa lai châu Âu, và người đến từ các đảo Thái Bình Dương khác. Ngoài ra còn khoảng 3.000 hoặc 4.000 người Trung Quốc tại Tonga. Năm 2006, một cuộc bạo loạn chủ yếu nhắm mục tiêu vào người Trung Quốc do người Trung Quốc nắm phần lớn nền kinh tế quốc gia, đã dẫn đến việc ra đi của nhiều người Trung Quốc hiện tại chỉ có khoảng 300 người Trung Quốc vẫn còn ở lại Tonga.
Tiếng Tonga là ngôn ngữ chính thức của Vương quốc, cùng với tiếng Anh. Tonga là một phần của ngữ hệ Polynesia nó có quan hệ chặt chẽ đến các ngôn ngữ khác như tiếng Wallis (tiếng Uvea), tiếng Niue, tiếng Hawaii, và tiếng Samoa.

## Tôn giáo
Tôn giáo tại Tonga (2011)
Cuộc sống hàng ngày của người dân Tonga bị ảnh hưởng nặng nề bởi truyền thống tôn giáo bản địa Polynesia và đặc biệt là bởi đức tin Kitô giáo, ví dụ, tất cả các hoạt động thương mại và giải trí chấm dứt từ nửa đêm Thứ Bảy cho đến khi nửa đêm chủ nhật, và hiến pháp tuyên bố ngày Sabát là thiêng liêng, mãi mãi. Đến năm 2006, hơn 1/3 dân số Tonga tuyên bố tôn trọng Phong trào Giám Lý, Công giáo Rôma và Mormon. Một số ít tín đồ là một phần của Giáo hội Tonga một giáo phái Kitô bị bản địa hóa. Các số liệu chính thức từ cuộc điều tra dân số mới nhất của chính phủ năm 2006 cho thấy rằng khoảng 98% dân số theo các tôn giáo lớn trong nước như sau:
- Phong trào Giám Lý (38.052 hoặc 37%)
- Giáo hội Mormon (17.109 hoặc 17%)
- Công giáo La Mã (15.992 hoặc 16%)
- Giáo hội của Tonga (11.599 hoặc 11%)